# Samurai Princess
Samurai Princess (jap. サムライプリンセス 外道姫, Samurai Purinsesu: Gedō-hime, dt. „Samuraiprinzessin: Abtrünnigenprinzessin“) ist ein japanischer Actionfilm mit Splatter-Einlagen aus dem Jahr 2009. Regie führte Kengo Kaji.
Der Low-Budget-Film feierte seine Weltpremiere am 29. Mai 2009 im Rahmen des zehnjährigen Jubiläums des Japan-Filmfest Hamburg (JFFH). Die deutsche DVD-Erstveröffentlichung erfolgte am 27. November 2009.

## Handlung
In einer fiktiven Gegenwelt wird das feudale Japan von Menschen und hochentwickelten Androiden bevölkert. Eine Gruppe der menschenähnlichen Roboter, angeführt von einem brutalen Killerpärchen, gerät jedoch bald außer Kontrolle. Diese schlachten fortan die menschliche Bevölkerung ohne Unrechtsbewusstsein ab. Als das kriminelle Gesindel eines Tages eine elfköpfige Schar junger Frauen überfällt, sie vergewaltigt und zerstückelt, versucht eine buddhistische Nonne dem blutigen Treiben der Bande Einhalt zu gebieten. Die Geistliche drängt den vorbeikommenden Wissenschaftler Kyōraku, der zufällig auch der Schöpfer jener körpermodifizierten Spezies ist, aus diversen Körperteilen der elf getöteten Mädchen eine neuartige Superkämpferin zu formen. Der zwielichtige Gelehrte willigt ein. Er vereint aus den Gliedmaßen, den Organen und den hasserfüllten Seelen der Ermordeten eine namenlose, nahezu unverwüstliche Rächerin mit im Körper integrierten Waffen – jene „Dienerin des Teufels“.
Die junge Androidin, die selbsternannte „Teufelsprinzessin“, macht sich im Anschluss auf die Suche nach den Verantwortlichen jener Mordserie. Unterwegs begegnet sie ihrem späteren Weggefährten Gekkō, einem Mitglied der sogenannten Anti-Androiden-Einheit. Der gitarrenschwingende Begleiter sucht seinerseits nach Kyōraku, da er ihn für den Tod seiner Familie zur Verantwortung ziehen will. Das ungleiche Duo bekämpft nachfolgend das Killerpärchen und später auch den verrückten Wissenschaftler. Die beiden eliminieren letztlich alle Bösewichter. Gekkō wird dabei tödlich verletzt.
Am Ende des Films rettet die buddhistische Nonne das Seelenheil der elf jungen Frauen. Sie gelangen in Buddhas Paradies, während die Hauptdarstellerin auf selbiges verzichtet und letztlich von einer bewaffneten Anti-Androiden-Einheit niedergestreckt wird.

## Hintergrund
Kengo Kaji, der vorher den stilistisch ähnlich gelagerten Tokyo Gore Police drehte, versuchte mit Samurai Princess einen der typischen „Rape & Revenge“-Streifen in der Tradition der Tōei-Pictures zu drehen. Als Inspiration dienten Werke von Teruo Ishii, Shun’ya Itō und Yukio Noda (Zero Woman), vermengt mit harten Splattereffekten der Category-III-Klasse (japanische Alterseinstufung). Auf Grund des geringen Budgets mussten zahlreiche Spezialeffekte improvisiert werden.
Der Film wurde in Deutschland in der ungeschnittenen Fassung nur als Abschlussfilm auf dem Japan Filmfestival Hamburg (JFFH) gezeigt. Die JK-Fassung ist um circa sechs Minuten geschnitten. In der Schweiz und Österreich erschien eine auf 2.000 Stück limitierte Box mit vier Sammelkarten und der ungekürzten Veröffentlichung des Films.

## Kritiken
„Grottenhaft schlechter Film, der allenfalls dadurch aus dem Rahmen fällt, dass alle Kombattanten weiblichen Geschlechts sind, wobei makellose Frauenkörper in Kampfmaschinen voller Waffenimplantate verwandelt werden.“